# 古雁街道
古雁街道，是中华人民共和国宁夏回族自治区固原市原州区下辖的一个街道办事处。
2014年11月21日，固原市人民政府批复同意将新区街道办事处更名为古雁街道办事处。

## 行政区划
古雁街道下辖以下地区：
金城花园社区、东海园区社区、静朔门社区、西城路社区、小川子社区、警民路社区、西关路社区、西源社区、西关社区、明庄社区、饮河社区和海堡社区。